# Hastière-Lavaux
Hastière-Lavaux is een plaats en deelgemeente van de Belgische gemeente Hastière.
Hastière-Lavaux ligt in de provincie Namen en was tot 1 januari 1977 een zelfstandige gemeente.

## Demografische ontwikkeling
- Bronnen:NIS, Opm:1831 tot en met 1970=volkstellingen, 1976= inwoneraantal op 31 december

## Geboren
- Hans Bayens (1924-2003), Nederlands beeldhouwer en schilder

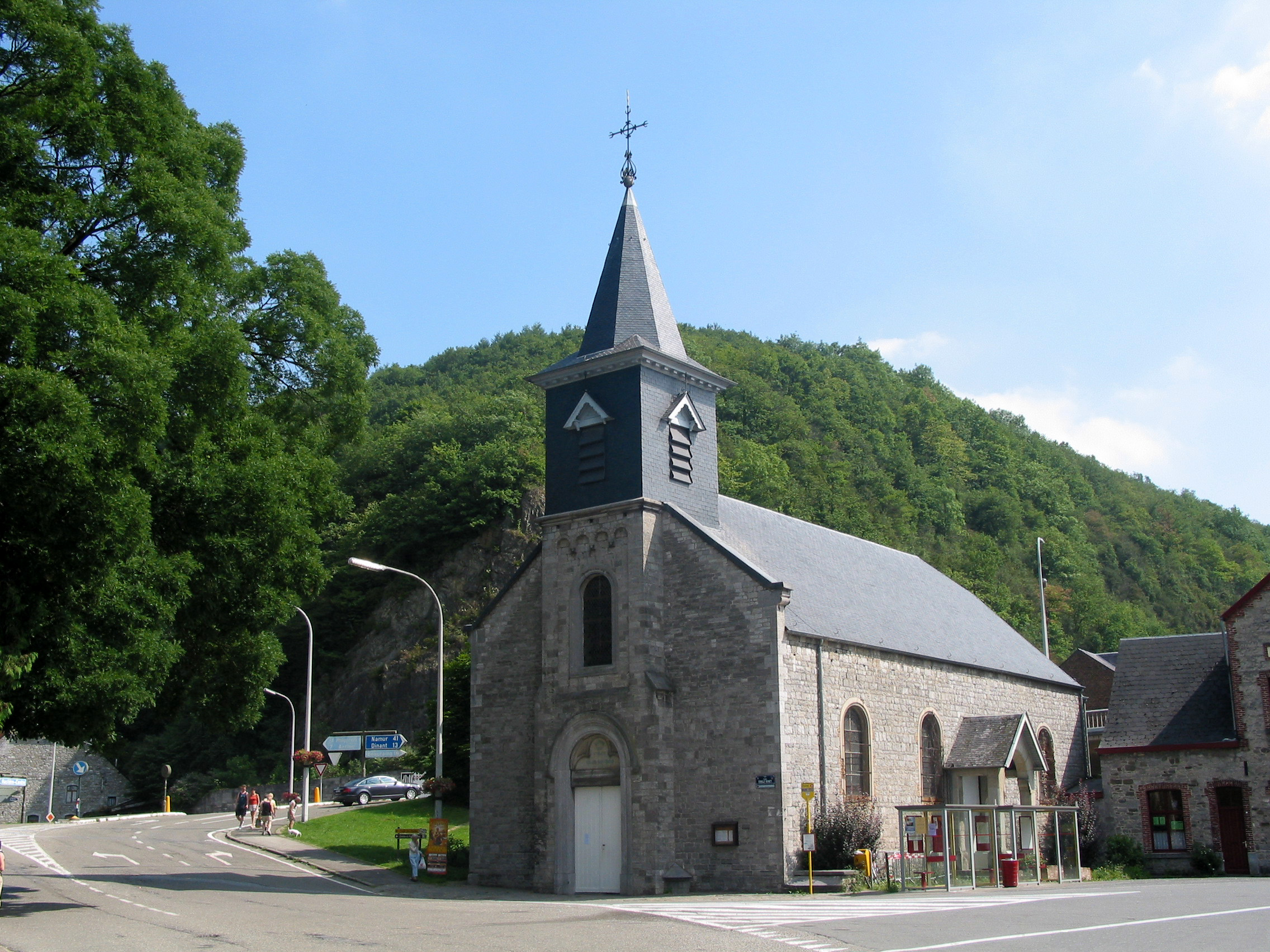
Sint-Nikolaaskerk te Hastière-Lavaux

Deelgemeenten: Agimont · Blaimont · Hastière-Lavaux · Hastière-par-delà · Heer · Hermeton-sur-Meuse · Waulsort

Overige kernen: Freÿr · Inzemont · Lenne · Maurenne · Moniat · Petit-Doische

Belgische gemeenten · arrondissement Dinant · provincie Namen · Wallonië